# Energy Observer

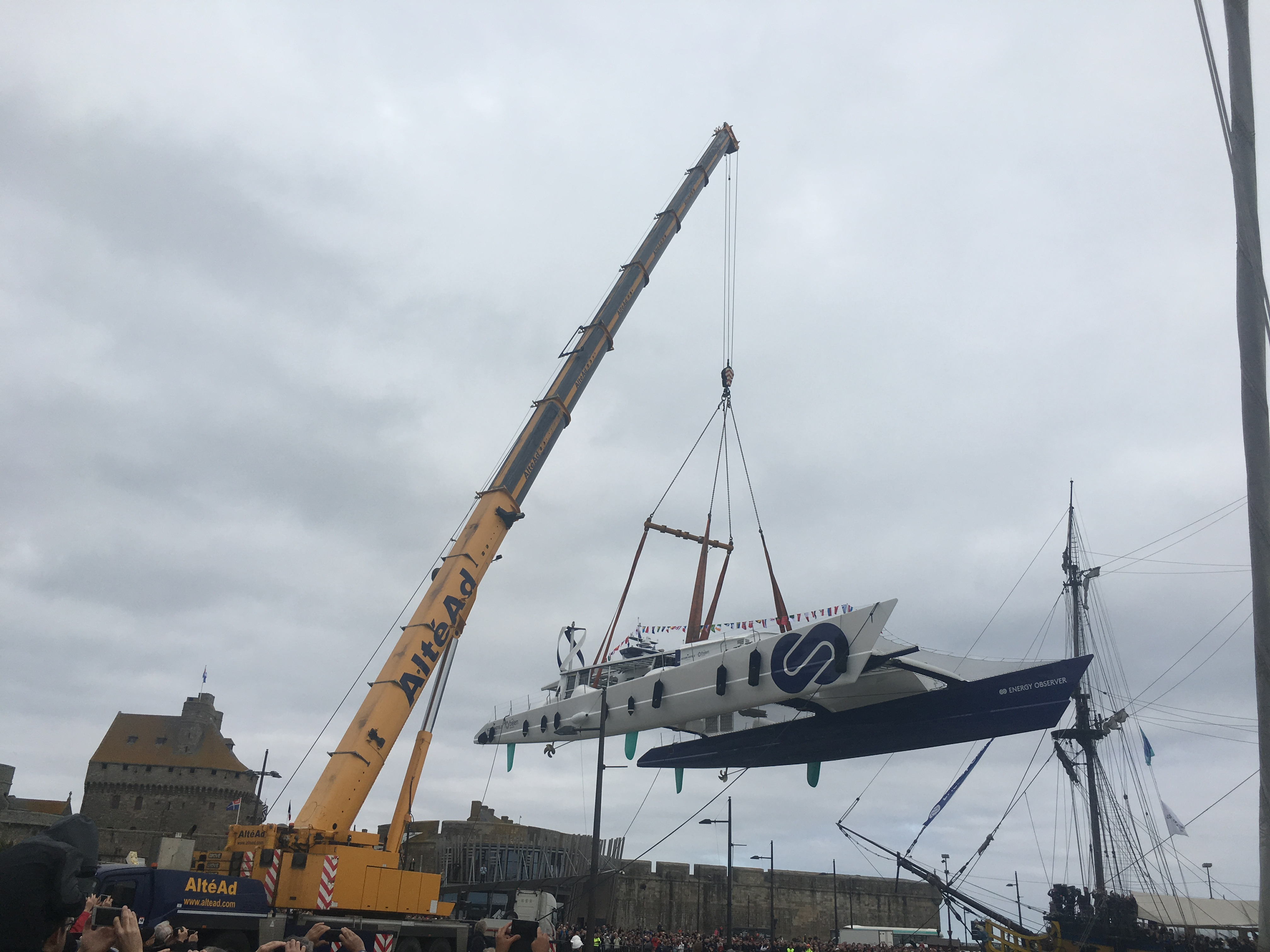
Судно у Сен-Мало, Франція

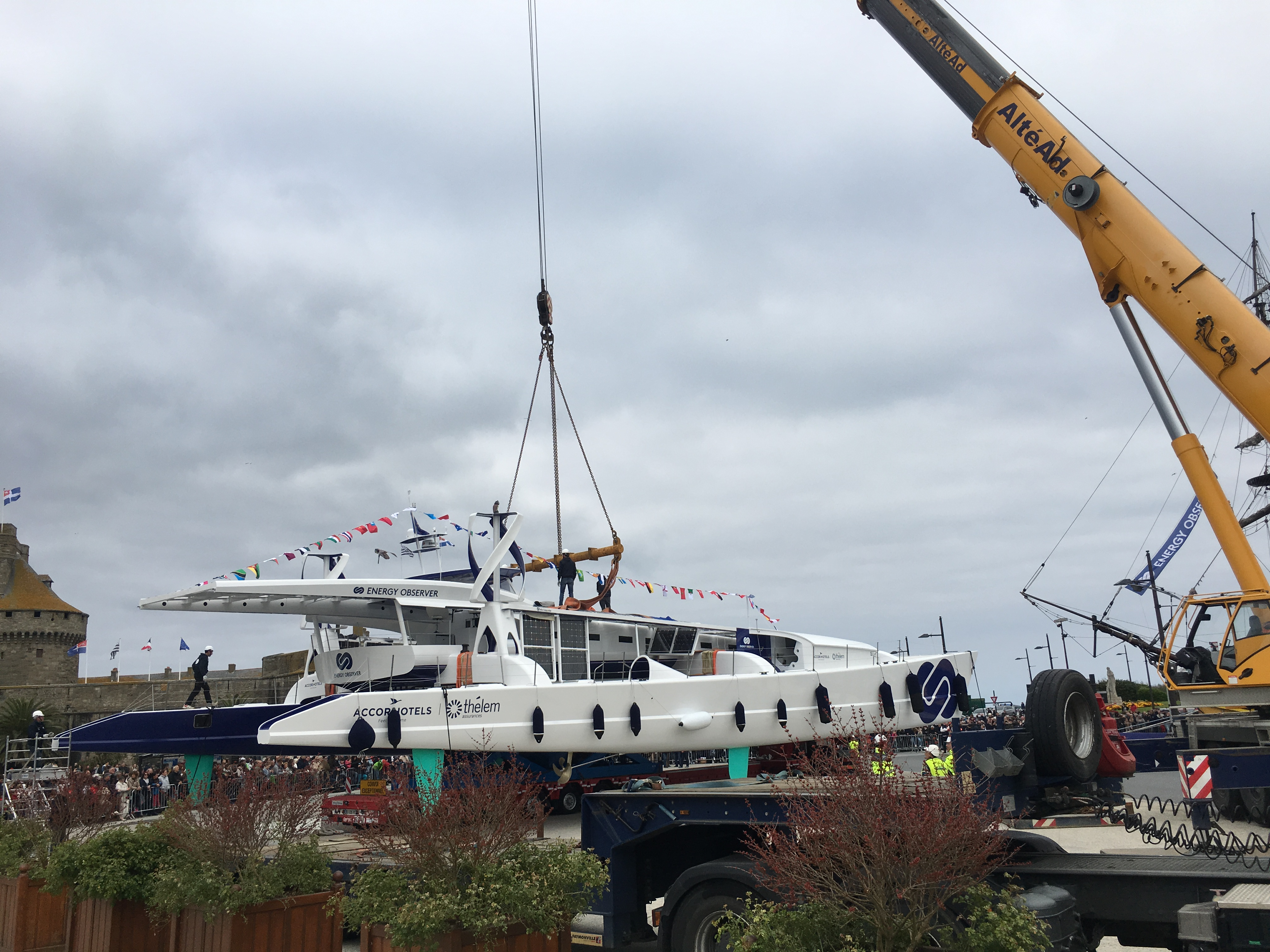
За кілька хвилин до спуску

«Energy Observer» — високотехнологічне експериментальне судно-катамаран, спущене на воду в Сен-Мало (Франція) у квітні 2017 року. Подібно до вітрильних суден не вимагає пального.
Розроблене французькими інженерами на основі спортивного вітрильного катамарану 1983 року для дослідження можливостей поєднання різних відновлюваних джерел енергії, оптимізації технологій їх використання та проведення експедиції, яка буде служити тривалим рішенням для енергетичного переходу.
На судні встановлені вітроенергетична установка на основі вітрових турбін «Quietrevolution», сонячні панелі та генератор водню.
Завдяки технологіям є першим судном у світі, здатним виробляти декарбонізований водень завдяки перетворенню енергії. Часто називається «Solar Impulse of the Seas», оскільки технології натякають на проект Бертрана Пікара та Андре Боршберга «Solar Impulse», або навіть «Modern day Calypso» у зв'язку з вираженою готовністю використовувати судно як виробничу платформу для дослідження екології та перетворення енергії.
Технічні характеристики:
- Довжина: 30,5 метрів
- Ширина: 12,80 метрів
- Водотоннажність: 28 метричних тонн
- Проектна швидкість: 8-10 вузлів